# 乙越沼

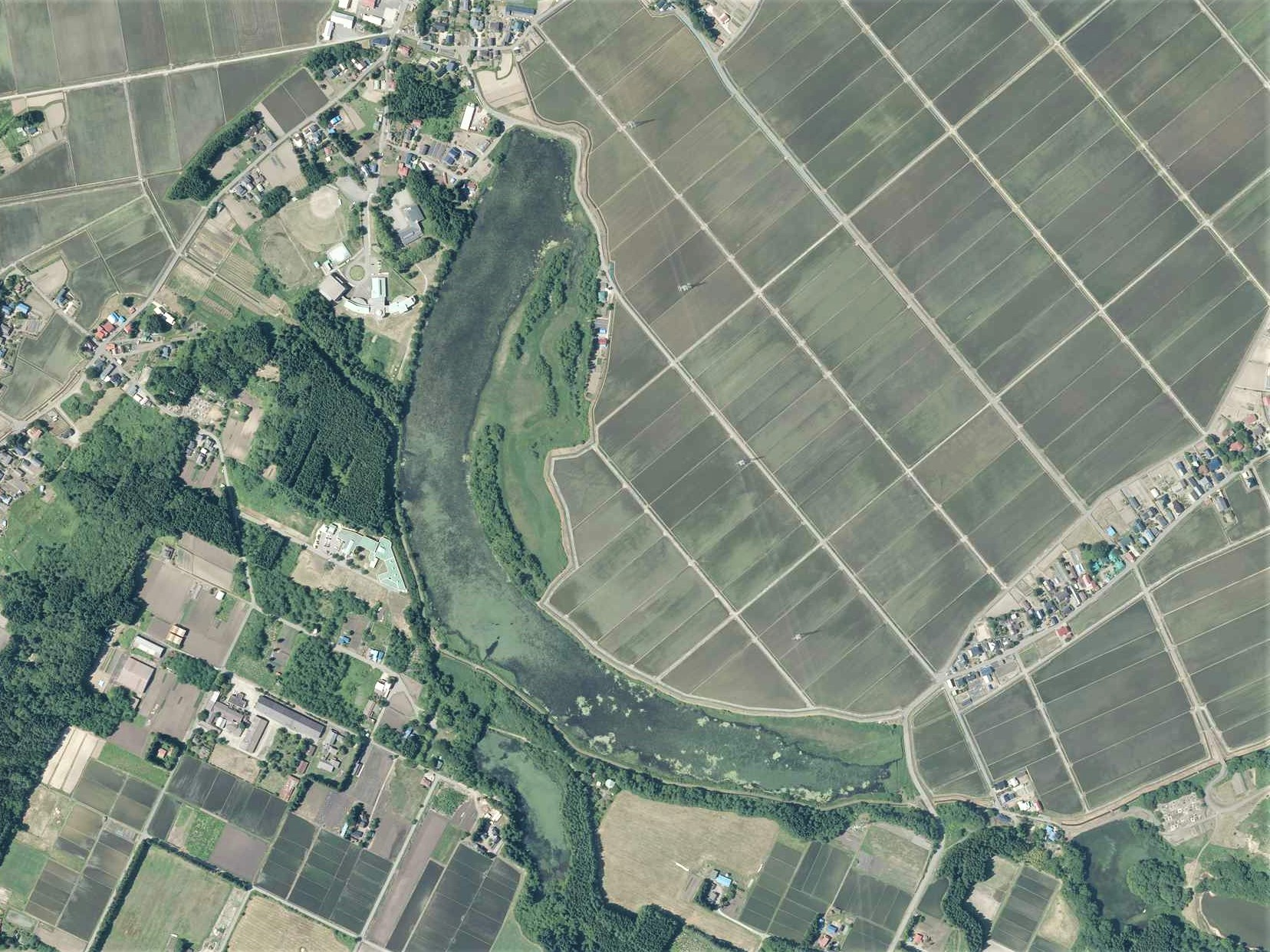
乙越沼周辺の空中写真。2018年6月19日撮影。。

乙越沼（おとごえぬま）は、秋田県大仙市強首（こわくび）字乙越および九升田に所在する沼。雄物川の残存湖（三日月湖）。

## 概要
秋田県南部の雄勝郡から北上し、秋田市で日本海に注ぐ一級河川雄物川の残存湖であり、古い流路の痕跡となっている。古来、水田の灌漑用水の水源として使用されたほか、かつてはじゅんさいの採取もおこなわれた。現在は、強首温泉に近接し、「乙越つり公園」として釣りの名所となっている。フナやコイが釣れる。

## アクセス
- 奥羽本線峰吉川駅より3.2キロメートル
- 秋田自動車道西仙北インターチェンジ

座標: 北緯39度32分36.0秒 東経140度18分6.0秒 / 北緯39.543333度 東経140.301667度